# Pterygocythereis fimbriata
Pterygocythereis fimbriata är en kräftdjursart. Pterygocythereis fimbriata ingår i släktet Pterygocythereis och familjen Trachyleberididae. Inga underarter finns listade i Catalogue of Life.